# Conjunto de infusão alado

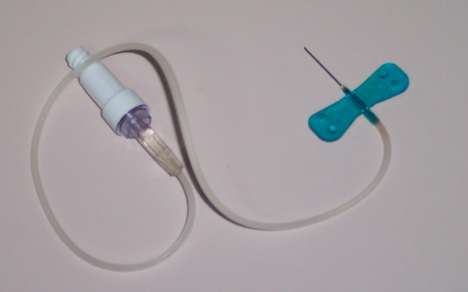
Agulha borboleta

Um conjunto de infusão alado—também conhecido como 'borboleta' ou 'scalp intravenoso'—é um dispositivo especializado de punção venosa: por exemplo, para acessar uma veia superficial ou artéria para injeção intravenosa ou flebotomia. Consiste, da frente para trás, em uma agulha hipodérmica, duas 'asas' bilaterais flexíveis, tubo transparente de pequeno calibre (frequentemente 20–35 centímentros de comprimento), e por último um conector (frequentemente Luer fêmea). Esse conector se liga a outro dispositivo: por exemplo uma seringa, adaptador de tubo à vácuo, ou tubo extensor de uma bomba de infusão ou bolsa/garrafa de infusão/transfusão de alimentação por gravidade.
Modelos mais recentes incluem um dispositivo de segurança deslizante e de travamento sobre a agulha após o uso, o que ajuda a prevenir lesões acidentais por agulhas e a reutilização de agulhas usadas, que podem transmitir doenças infecciosas como o HIV e hepatite viral.

## Uso

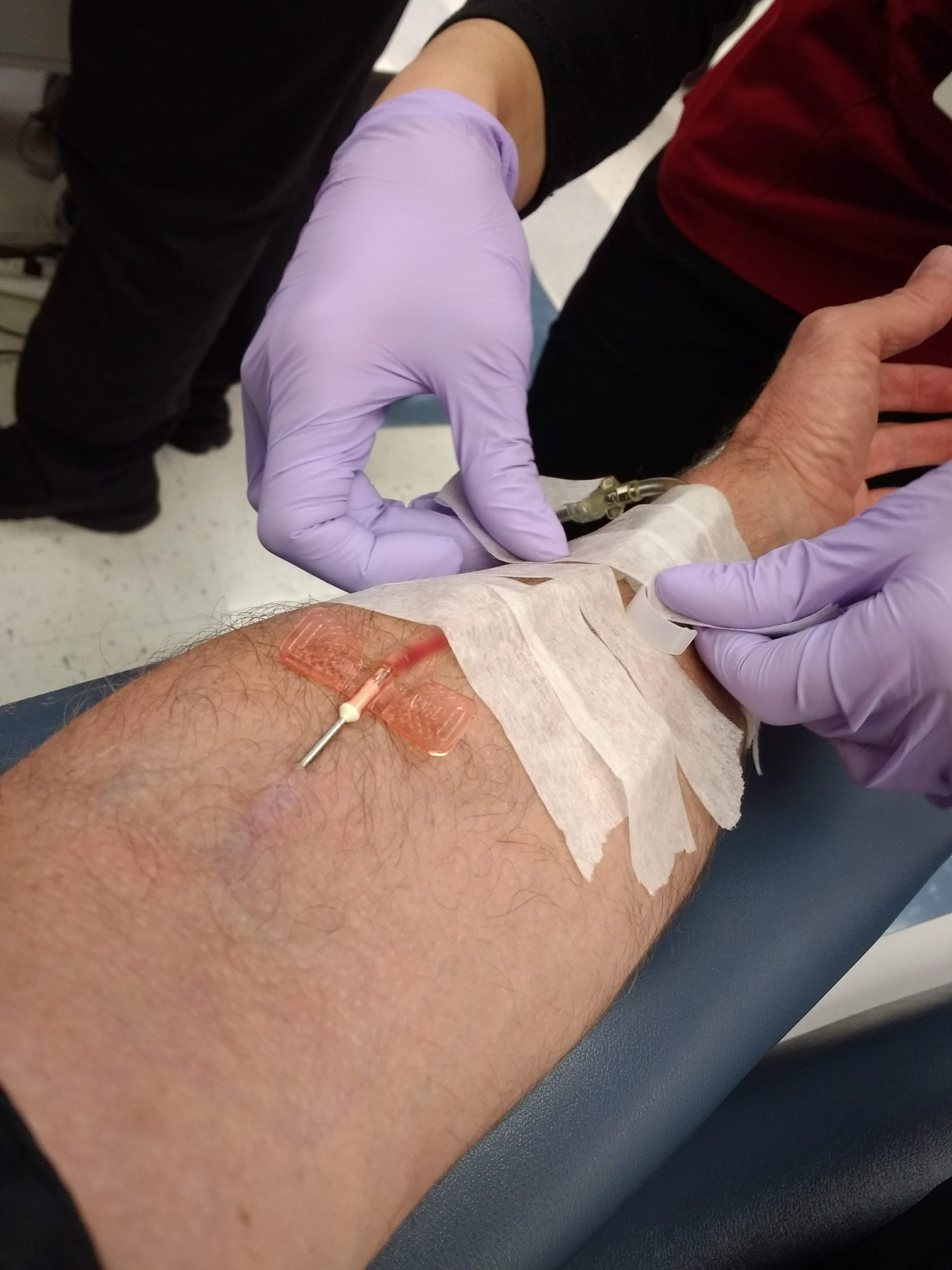
Um conjunto de infusão alada colocada no braço de retorno durante uma doação de plaquetasférese.

Durante a punção venosa, a borboleta é segurada pelas suas asas entre o polegar e o dedo indicador. Esse aperto bem próximo à agulha facilita a inserção precisa. A agulha geralmente é inserida em direção a veia em um ângulo raso, possibilitado pelo design do conjunto. Quando a agulha entra na veia, pressão do sangue venoso geralmente força uma pequena quantidade de sangue no tubo transparente do conjunto dando um sinal visual, chamado 'flash' ou 'flashback', que deixa o profissional saber que a agulha está de fato dentro da veia.
A borboleta oferece vantagens sobre uma simples agulha. O tubo flexível da borboleta alcança mais a superfície corporal e suporta mais o movimento de pacientes. A inserção precisa da borboleta facilita a venopunção de veias finas, 'bailarinas', fragéis, ou de difícil acesso. O design de ângulo raso de inserção da borboleta facilita a venopunção de muitas veias superficiais, como por exemplo veias da mão, pulso ou do couro cabeludo (do inglês 'scalp', por isso o nome do conjunto 'scalp').

## Tamanho da agulha
As borboletas estão comumente disponíveis no calibre 18-27G (gauge), 21G e 23G sendo os mais populares.
Na flebotomia, há uma evitação generalizada do uso das borboletas 25G e 27G baseada na crença de que tais agulhas de calibre pequeno hemolizam e/ou coagulam amostras de sangue, e portanto, invalidam os exames de sangue. Ao contrário dessa crença, calculação teórica e experimento in vitro mostraram exatamente o oposto: especificamente, que a tensão de cisalhamento e portanto a hemólise diminui com a diminuição do calibre da agulha (mas a diminuição pode ser clinicamente insignificante). Em concordância com esses resultados, um ensaio clínico subsequente descobriu que borboletas 21G, 23G e 25G conectadas diretamente a tubos a vácuo causaram a mesma quantidade de hemólise e deram os mesmos resultados de teste de painel de coagulação.